# CONCACAF Gold Cup 2023/Gruppe C
| Pl. | Land        | Sp. | S | U | N | Tore    | Diff. | Punkte |
| --- | ----------- | --- | - | - | - | ------- | ----- | ------ |
| 1.  | Panama      | 3   | 2 | 1 | 0 | 006:400 | +2    | 07     |
| 2.  | Costa Rica  | 3   | 1 | 1 | 1 | 007:600 | +1    | 04     |
| 3.  | Martinique  | 3   | 1 | 0 | 2 | 007:900 | −2    | 03     |
| 4.  | El Salvador | 3   | 0 | 2 | 1 | 003:400 | −1    | 02     |

Die Gruppe C des CONCACAF Gold Cups 2023 war eine der vier Gruppen des Turniers. Die ersten beiden Spiele wurden am 26. Juni 2023 ausgetragen, der letzte Spieltag fand am 4. Juli 2023 statt. Die Gruppe bestand aus den Nationalmannschaften aus Costa Rica, Panama, El Salvador und Martinique.

## El Salvador – Martinique 1:2 (0:2)
| El Salvador                                                                                     | El Salvador | Martinique | Martinique |
| ----------------------------------------------------------------------------------------------- | --- | --- | ---------- |
| El Salvador                                                                                     | \| 1. Spieltag \| \| 26. Juni 2023 um 18:30 Uhr (27. Juni um 0:30 Uhr MESZ) in Fort Lauderdale (Inter Miami Stadium) \| \| Zuschauer: 10.101 \| \| Schiedsrichter: Adonai Escobedo ( Mexiko) \| \| Spielbericht \| | \| 1. Spieltag \| \| 26. Juni 2023 um 18:30 Uhr (27. Juni um 0:30 Uhr MESZ) in Fort Lauderdale (Inter Miami Stadium) \| \| Zuschauer: 10.101 \| \| Schiedsrichter: Adonai Escobedo ( Mexiko) \| \| Spielbericht \| | Martinique |
| El Salvador                                                                                     | Tomás Romero – Bryan Tamacas , Eriq Zavaleta, Erick Cabalceta, Alex Roldán – Kevin Reyes (46. Narciso Orellana), Brayan Landaverde, Christian Martínez (46. Jairo Henríquez), Leonardo Menjívar (63. Mayer Gil), Harold Osorio (46. Joshua Pérez) – Brayan Gil (75. Cristian Gil) Cheftrainer: Hugo Pérez ( Vereinigte Staaten) | Yannis Clementia – Ronny Labonne, Florent Poulolo, Jonathan Rivierez, Florian Lapis – Cyril Mandouki, Daniel Hérelle (67. Thomas Ephestion), Karl Fabien (58. Jean-Claude Michalet), Kévin Fortuné (46. Jonathan Mexique), Patrick Burner (75. Enrick Reuperné) – Brighton Labeau (75. Andy Marny) Cheftrainer: Marc Collat | Martinique |
| El Salvador                                                                                     | 1:2 Tamacas (90.+5', Handelfmeter) | 0:1 Burner (11.) 0:2 Fortuné (16.) | Martinique |
| El Salvador                                                                                     | Fabien (29.), Labonne (83.) | | Martinique |
| El Salvador                                                                                     | Rivierez (48.) | | Martinique |
| El Salvador                                                                                     | Clementia hält Foulelfmeter von Henríquez (83.) | | Martinique |
| El Salvador                                                                                     | Spieler des Spiels: Yannis Clementia (Martinique) | | Martinique |
| 1. Spieltag                                                                                     | | |            |
| 26. Juni 2023 um 18:30 Uhr (27. Juni um 0:30 Uhr MESZ) in Fort Lauderdale (Inter Miami Stadium) | | |            |
| Zuschauer: 10.101                                                                               | | |            |
| Schiedsrichter: Adonai Escobedo ( Mexiko)                                                       | | |            |
| Spielbericht                                                                                    | | |            |

## Costa Rica – Panama 1:2 (0:1)
| Costa Rica                                                                                      | Costa Rica | Panama | Panama |
| ----------------------------------------------------------------------------------------------- | --- | --- | ------ |
| Costa Rica                                                                                      | \| 1. Spieltag \| \| 26. Juni 2023 um 20:30 Uhr (27. Juni um 2:30 Uhr MESZ) in Fort Lauderdale (Inter Miami Stadium) \| \| Zuschauer: 10.101 \| \| Schiedsrichter: Drew Fischer ( Kanada) \| \| Spielbericht \| | \| 1. Spieltag \| \| 26. Juni 2023 um 20:30 Uhr (27. Juni um 2:30 Uhr MESZ) in Fort Lauderdale (Inter Miami Stadium) \| \| Zuschauer: 10.101 \| \| Schiedsrichter: Drew Fischer ( Kanada) \| \| Spielbericht \| | Panama |
| Costa Rica                                                                                      | Kevin Chamorro – Kendall Waston, Juan Pablo Vargas, Francisco Calvo – Jefry Valverde, Celso Borges (73. Warren Madrigal), Ricardo Peña (59. Wílmer Azofeifa), Suhander Zúñiga (46. Aarón Suárez), Joel Campbell, Josimar Alcócer (72. Cristopher Núñez) – Anthony Contreras (59. Carlos Mora) Cheftrainer: Luis Fernando Suárez ( Kolumbien) | Orlando Mosquera – Michael Murillo, Fidel Escobar, Hárold Cummings, Andrés Andrade, Éric Davis (85. Freddy Góndola) – José Fajardo (74. Cecilio Waterman), Aníbal Godoy (74. Cristian Martínez), Adalberto Carrasquilla, Ismael Díaz (62. Alberto Quintero) – Edgar Bárcenas (74. César Blackman) Cheftrainer: Thomas Christiansen ( Dänemark) | Panama |
| Costa Rica                                                                                      | 1:2 Suárez (90.+1') | 0:1 Fajardo (23.) 0:2 Bárcenas (68.) | Panama |
| Costa Rica                                                                                      | Alcócer (15.), Azofeifa (84.) | Godoy (44.) | Panama |
| Costa Rica                                                                                      | Spieler des Spiels: Edgar Bárcenas (Panama) | | Panama |
| 1. Spieltag                                                                                     | | |        |
| 26. Juni 2023 um 20:30 Uhr (27. Juni um 2:30 Uhr MESZ) in Fort Lauderdale (Inter Miami Stadium) | | |        |
| Zuschauer: 10.101                                                                               | | |        |
| Schiedsrichter: Drew Fischer ( Kanada)                                                          | | |        |
| Spielbericht                                                                                    | | |        |

## Martinique – Panama 1:2 (0:0)
| Martinique                                                                         | Martinique | Panama | Panama |
| ---------------------------------------------------------------------------------- | --- | --- | ------ |
| Martinique                                                                         | \| 2. Spieltag \| \| 30. Juni 2023 um 18:30 Uhr (1. Juli um 0:30 Uhr MESZ) in Harrison (Red Bull Arena) \| \| Zuschauer: 22.615 \| \| Schiedsrichter: Said Martínez ( Honduras) \| \| Spielbericht \| | \| 2. Spieltag \| \| 30. Juni 2023 um 18:30 Uhr (1. Juli um 0:30 Uhr MESZ) in Harrison (Red Bull Arena) \| \| Zuschauer: 22.615 \| \| Schiedsrichter: Said Martínez ( Honduras) \| \| Spielbericht \| | Panama |
| Martinique                                                                         | Théo De Percin – Yordan Thimon (64. Ronny Labonne), Florent Poulolo, Jean-Claude Michalet, Florian Lapis – Ghislain Arbaut (74. Cyril Mandouki), Thomas Ephestion (64. Patrick Burner), Enrick Reuperné (70. Karl Fabien), Jonathan Mexique, Andy Marny – Brighton Labeau (75. Kévin Fortuné) Cheftrainer: Marc Collat | Orlando Mosquera – Fidel Escobar, Hárold Cummings, Andrés Andrade (81. Roderick Miller) – Michael Murillo, Adalberto Carrasquilla, Aníbal Godoy (82. Jovani Welch), Éric Davis (74. César Yanis), Alberto Quintero (74. Ismael Díaz), Edgar Bárcenas – José Fajardo (82. Cecilio Waterman) Cheftrainer: Thomas Christiansen ( Dänemark) | Panama |
| Martinique                                                                         | 1:2 Fabien (90.+3') | 0:1 Fajardo (57.) 0:2 Murillo (69.) | Panama |
| Martinique                                                                         | Reuperné (17.) | Godoy (79.) | Panama |
| Martinique                                                                         | Spieler des Spiels: Michael Murillo (Panama) | | Panama |
| 2. Spieltag                                                                        | | |        |
| 30. Juni 2023 um 18:30 Uhr (1. Juli um 0:30 Uhr MESZ) in Harrison (Red Bull Arena) | | |        |
| Zuschauer: 22.615                                                                  | | |        |
| Schiedsrichter: Said Martínez ( Honduras)                                          | | |        |
| Spielbericht                                                                       | | |        |

## El Salvador – Costa Rica 0:0
| El Salvador                                                                        | El Salvador | Costa Rica | Costa Rica |
| ---------------------------------------------------------------------------------- | --- | --- | ---------- |
| El Salvador                                                                        | \| 2. Spieltag \| \| 30. Juni 2023 um 20:30 Uhr (1. Juli um 2:30 Uhr MESZ) in Harrison (Red Bull Arena) \| \| Zuschauer: 22.615 \| \| Schiedsrichter: César Arturo Ramos ( Mexiko) \| \| Spielbericht \| | \| 2. Spieltag \| \| 30. Juni 2023 um 20:30 Uhr (1. Juli um 2:30 Uhr MESZ) in Harrison (Red Bull Arena) \| \| Zuschauer: 22.615 \| \| Schiedsrichter: César Arturo Ramos ( Mexiko) \| \| Spielbericht \| | Costa Rica |
| El Salvador                                                                        | Mario González – Bryan Tamacas , Eriq Zavaleta (73. Roberto Domínguez), Erick Cabalceta, Alex Roldán – Jairo Henríquez (82. Mayer Gil), Narciso Orellana (83. Christian Martínez), Brayan Landaverde, Leonardo Menjívar (82. Kevin Reyes), Joshua Pérez – Brayan Gil (90. Cristian Gil) Cheftrainer: Hugo Pérez ( Vereinigte Staaten) | Kevin Chamorro – Kendall Waston, Juan Pablo Vargas, Francisco Calvo – Jefry Valverde, Celso Borges , Aarón Suárez (64. Wílmer Azofeifa), Cristopher Núñez (73. Anthony Contreras), Carlos Mora (46. Warren Madrigal, 89. Pablo Arboine), Josimar Alcócer – Joel Campbell Cheftrainer: Luis Fernando Suárez ( Kolumbien) | Costa Rica |
| El Salvador                                                                        | Orellana (77.) | Núñez (46.), Vargas (58.) | Costa Rica |
| El Salvador                                                                        | Spieler des Spiels: Mario González (El Salvador) | | Costa Rica |
| 2. Spieltag                                                                        | | |            |
| 30. Juni 2023 um 20:30 Uhr (1. Juli um 2:30 Uhr MESZ) in Harrison (Red Bull Arena) | | |            |
| Zuschauer: 22.615                                                                  | | |            |
| Schiedsrichter: César Arturo Ramos ( Mexiko)                                       | | |            |
| Spielbericht                                                                       | | |            |

## Panama – El Salvador 2:2 (1:1)
| Panama                                                                                 | Panama | El Salvador | El Salvador |
| -------------------------------------------------------------------------------------- | --- | --- | ----------- |
| Panama                                                                                 | \| 3. Spieltag \| \| 4. Juli 2023 um 19:30 Uhr (5. Juli um 2:30 Uhr MESZ) in Houston (Shell Energy Stadium) \| \| Zuschauer: 20.002 \| \| Schiedsrichter: Walter López ( Guatemala) \| \| Spielbericht \| | \| 3. Spieltag \| \| 4. Juli 2023 um 19:30 Uhr (5. Juli um 2:30 Uhr MESZ) in Houston (Shell Energy Stadium) \| \| Zuschauer: 20.002 \| \| Schiedsrichter: Walter López ( Guatemala) \| \| Spielbericht \| | El Salvador |
| Panama                                                                                 | Orlando Mosquera – Fidel Escobar, Hárold Cummings (46. Andrés Andrade), Roderick Miller (85. Azarías Londoño) – César Blackman, Jovani Welch, Cristian Martínez (46. Adalberto Carrasquilla), Edgar Bárcenas (74. Eduardo Anderson), Ismael Díaz, Freddy Góndola (68. César Yanis) – Cecilio Waterman Cheftrainer: Thomas Christiansen ( Dänemark) | Mario González – Bryan Tamacas , Erick Cabalceta, Roberto Domínguez, Alex Roldán – Jairo Henríquez (77. Nelson Blanco), Brayan Landaverde (68. Harold Osorio), Narciso Orellana, Leonardo Menjívar (68. Mayer Gil), Joshua Pérez (46. Christian Martínez) – Brayan Gil (84. Cristian Gil) Cheftrainer: Hugo Pérez ( Vereinigte Staaten) | El Salvador |
| Panama                                                                                 | 1:1 Escobar (26.) 2:1 Díaz (71.) | 0:1 B. Gil (4.) 2:2 M. Gil (90.+1') | El Salvador |
| Panama                                                                                 | Martínez (36.), Carrasquilla (48.), Blackman (90.), Londoño (90.+4') | Orellana (85.), Tamacas (90.+4') | El Salvador |
| Panama                                                                                 | Spieler des Spiels: Ismael Díaz (Panama) | | El Salvador |
| 3. Spieltag                                                                            | | |             |
| 4. Juli 2023 um 19:30 Uhr (5. Juli um 2:30 Uhr MESZ) in Houston (Shell Energy Stadium) | | |             |
| Zuschauer: 20.002                                                                      | | |             |
| Schiedsrichter: Walter López ( Guatemala)                                              | | |             |
| Spielbericht                                                                           | | |             |

## Costa Rica – Martinique 6:4 (2:1)
| Costa Rica                                                                        | Costa Rica | Martinique | Martinique |
| --------------------------------------------------------------------------------- | --- | --- | ---------- |
| Costa Rica                                                                        | \| 3. Spieltag \| \| 4. Juli 2023 um 20:30 Uhr (5. Juli um 2:30 Uhr MESZ) in Harrison (Red Bull Arena) \| \| Zuschauer: 21.531 \| \| Schiedsrichter: Bryan López ( Guatemala) \| \| Spielbericht \| | \| 3. Spieltag \| \| 4. Juli 2023 um 20:30 Uhr (5. Juli um 2:30 Uhr MESZ) in Harrison (Red Bull Arena) \| \| Zuschauer: 21.531 \| \| Schiedsrichter: Bryan López ( Guatemala) \| \| Spielbericht \|                                                                                             | Martinique |
| Costa Rica                                                                        | Kevin Chamorro – Jefry Valverde (82. Pablo Arboine), Kendall Waston, Juan Pablo Vargas, Francisco Calvo – Wílmer Azofeifa (75. Roan Wilson), Celso Borges , Joel Campbell, Cristopher Núñez (75. Diego Campos), Josimar Alcócer (63. Suhander Zúñiga) – Anthony Contreras (82. Warren Madrigal) Cheftrainer: Luis Fernando Suárez ( Kolumbien) | Yannis Clementia – Ronny Labonne, Florent Poulolo, Jonathan Rivierez (85. Andy Marny), Florian Lapis – Cyril Mandouki, Daniel Hérelle (58. Enrick Reuperné), Karl Fabien (71. Ghislain Arbaut), Kévin Fortuné (58. Jonathan Mexique), Patrick Burner – Brighton Labeau Cheftrainer: Marc Collat | Martinique |
| Costa Rica                                                                        | 1:0 Waston (9.) 2:1 Calvo (40.) 3:1 Vargas (53.) 4:1 Campbell (58., Foulelfmeter) 5:1 Contreras (68.) 6:3 Campos (89.) | 1:1 Burner (18.) 5:2 Labeau (74., Handelfmeter) 5:3 Burner (78.) 6:4 Mexique (90.+2') | Martinique |
| Costa Rica                                                                        | Waston (43.), Valverde (73.), Wilson (79.) | Hérelle (47.), Clementia (57.), Marny (87.) | Martinique |
| Costa Rica                                                                        | Spieler des Spiels: Kendall Waston (Costa Rica) | | Martinique |
| 3. Spieltag                                                                       | | |            |
| 4. Juli 2023 um 20:30 Uhr (5. Juli um 2:30 Uhr MESZ) in Harrison (Red Bull Arena) | | |            |
| Zuschauer: 21.531                                                                 | | |            |
| Schiedsrichter: Bryan López ( Guatemala)                                          | | |            |
| Spielbericht                                                                      | | |            |